# Voice of Europe
Voice of Europe (traducido como "Voz de Europa") es un portal de noticias multilingüe que sirve como medio de propaganda rusa. El portal publica artículos en contra de un mayor apoyo a Ucrania tras la invasión rusa del país y ha realizado entrevistas con numerosos políticos de derecha y extrema derecha. Según un informe de los medios, basado en información de inteligencia, varios candidatos para las elecciones europeas de 2024 habrían recibido donaciones encubiertas.
Su sede estuvo en los Países Bajos de 2017 a 2019, en Chequia desde 2023 hasta su cierre en 2024. Desde el 10 de abril de 2024, su sede se encuentra en Kazajistán. En mayo de 2024, se decretó una prohibición de publicación en toda la UE contra Voice of Europe. El 17 de mayo de 2024, el Consejo Europeo prohibió las actividades de radiodifusión en la Unión Europea de cuatro medios de comunicación asociados a Rusia, uno de ellos Voice of Europe.
El oligarca Viktor Medvedchuk, cercano al Kremlin, supuestamente financió el proyecto. La operación fue dirigida por Artem Marchevsky. Se realizaron entrevistas con políticos y figuras del espectro de derecha y extrema derecha, entre ellos Geert Wilders, Tommy Robinson y Ann Coulter. En Alemania, particularmente, se invitó a políticos de la Alternativa para Alemania (AfD), incluidos Maximilian Krah y Petr Bystron, a conversaciones también en Praga. Krah fue interrogado por agentes del FBI en diciembre de 2023 para preguntarle sobre los pagos de su contacto Oleg Voloshyn. El dispositivo móvil de Voloshyn fue examinado en el verano de 2021 durante un viaje a Nueva York; el contenido incluía mensajes de chat con el político de la AfD. Se confirmó una entrevista para el eurodiputado austríaco Roman Haider, para la cual "no se ofrecieron ni se aceptaron ni dinero ni otros servicios".
Según informó el periódico Deník N, las entrevistas habrían estado vinculadas a pagos. Se habrían entregado varios cientos de miles de euros en efectivo en Praga o en forma de criptomonedas. Los destinatarios de los pagos eran políticos de Alemania, Bélgica, Francia, Hungría, los Países Bajos y Polonia.
Varios servicios secretos europeos participaron en el desenmascaramiento. En Varsovia y Tychy se incautó dinero en efectivo por valor de 84.000 euros, tras los registros efectuados por el servicio secreto nacional polaco. Los registros están relacionados con las investigaciones sobre una red de espionaje rusa.
El 27 de marzo de 2024, el Gobierno checo del Primer Ministro Petr Fiala incluyó en la lista de sanciones a Voice of Europe y a los operadores Medvedchuk y Marchevskyi, por poner en tela de juicio «la integridad territorial, la soberanía y la libertad de Ucrania».